# Galium cespitosum
Galium cespitosum är en måreväxtart som beskrevs av Jean-Baptiste de Lamarck. Galium cespitosum ingår i släktet måror, och familjen måreväxter. Inga underarter finns listade i Catalogue of Life.